# (3677) Magnusson
(3677) Magnusson est un astéroïde de la ceinture principale.

## Description
(3677) Magnusson est un astéroïde de la ceinture principale. Il fut découvert le 31 août 1984 à la station Anderson Mesa par Edward L. G. Bowell. Il présente une orbite caractérisée par un demi-grand axe de 2,27 UA, une excentricité de 0,20 et une inclinaison de 4,3° par rapport à l'écliptique.

## Compléments